# Noah Katterbach
Noah Katterbach (ur. 13 kwietnia 2001 w Simmerath) – niemiecki piłkarz występujący na pozycji obrońcy w niemieckim klubie 1. FC Köln. Wychowanek TuS DJK Dreiborn. Młodzieżowy reprezentant Niemiec.